# The Vagabonds (film, 1912, Olcott)
Pour les articles homonymes, voir The Vagabonds.
Pour plus de détails, voir Fiche technique et Distribution.
The Vagabonds est un film muet américain réalisé par Sidney Olcott, tourné durant l'été 1911 et sorti en 1912, avec Jack J. Clark,  Gene Gauntier et lui-même dans les rôles principaux..

## Fiche technique
- Titre : The Vagabonds
- Réalisation : Sidney Olcott
- Scénario : Gene Gauntier
- Photographie : George K. Hollister
- Décors : Allen Farnham
- Société de production : Kalem
- Société de distribution : General Film Company
- Pays de production :  États-Unis
- Langue : film muet avec les intertitres en anglais
- Métrage : 317 mètres
- Format : Noir et blanc — 35 mm — 1,33:1 — Muet
- Genre : Film dramatique
- Durée : 10 minutes 30
- Date de sortie : 
  - États-Unis : 9 février 1912

## Distribution
- Gene Gauntier : Nell
- Sidney Olcott : Tom
- Jack J. Clark : le violoniste
- Alice Hollister : Jane

## Autour du film
- Le film est tourné en Irlande durant l'été 1911 à Beaufort, comté Kerry.
- Le titre de travail du film était The Irish Beggar Maid[1].